# Circulus (afvalbedrijf)
Circulus is een afvalinzamelaar in Oost-Nederland.
Het bedrijf werd op 1 december 2014 opgericht als Circulus-Berkel, na een fusie van Circulus BV uit Apeldoorn, en Berkel Milieu NV uit Zutphen. Eind december 2021 wijzigde de naam van het bedrijf in Circulus.
Circulus verzorgt het afvalbeheer en taken in de openbare ruimte voor 11 gemeenten: Apeldoorn, Bronckhorst, Brummen, Deventer, Doesburg, Duiven Epe, Lochem, Zutphen, Voorst en Westervoort. Deze 11 gemeenten zijn tevens de aandeelhouders van Circulus. 
De organisatie heeft de volgende taken: 
- Afval- en grondstoffenbeheer
  - Inzameling aan huis van huishoudelijk afval en grondstoffen
  - Beheer van inzamelmiddelen
  - Beheer van 'recyclepleinen'
  - Beleidsvoorbereiding en -evaluatie
  - Bewonersparticipatie en educatie
  - Sociale activering
- Beheer openbare ruimte
  - Onderhoud groen en grijs
  - Beleidsvoorbereiding en –evaluatie
  - Bewonersparticipatie en educatie
  - Sociale activering

Het hoofdkantoor van Circulus staat in Apeldoorn.
Daarnaast heeft Circulus vestigingen in Deventer, Doesburg, Lochem, Vaassen en Zutphen.
Circulus beheert milieuparken in Apeldoorn, Deventer, Doesburg, Vaassen, Zutphen en per 1 januari 2025 Duiven.
Bij Circulus werken meer dan 650 medewerkers, waarvan de helft in vaste dienst. De andere helft bestaat uit medewerkers die in het kader van sociale werkgelegenheid bij het bedrijf werkzaam zijn.